# Trastenik
Trastenik (en búlgaro: Тръстенѝк) es una ciudad de Bulgaria en la provincia de Pleven. Dentro de la provincia, es la localidad más poblada del municipio de Dolna Mitropoliya.

## Geografía
Se encuentra a una altitud de 95 m s. n. m. a 170 km de la capital nacional, Sofía.

## Demografía
Según estimación 2012 contaba con una población de 4018 habitantes.
|         | 2004  | 2005  | 2006  | 2007  | 2008  | 2009  | 2010  | 2011  |
| Mujeres | 2 469 | 2 438 | 2 402 | 2 363 | 2 332 | 2 315 | 2 280 | 2 182 |
| Varones | 2 405 | 2 365 | 2 328 | 2 279 | 2 247 | 2 204 | 2 180 | 2 142 |
| Total   | 4 874 | 4 803 | 4 720 | 4 642 | 4 579 | 4 519 | 4 460 | 4 324 |